# Kanton Saint-Dié-des-Vosges-1
Kanton Saint-Dié-des-Vosges-1 is  een kanton van het Franse departement Vosges in de arrondissementen Épinal en Arrondissement Saint-Dié-des-Vosges. Het kanton werd gevormd op 22 maart 2015 bij toepassing van het decreet van 27 februari 2014.

## Gemeenten
Het kanton werd samengesteld uit de gemeenten van het kanton Saint-Dié-des-Vosges-Ouest, de gemeenten Autrey, Housseras,  Jeanménil, Rambervillers en Saint-Gorgon van het eveneens op die dag opgeheven kanton Rambervillers en een deel van de stad Saint-Dié-des-Vosges.
Het kanton Saint-Dié-des-Vosges-1 omvat bijgevolg volgende gemeenten:
- Autrey
- La Bourgonce
- Housseras
- Jeanménil
- Rambervillers
- Saint-Dié-des-Vosges (westelijk deel;  hoofdplaats)
- Saint-Gorgon
- Saint-Michel-sur-Meurthe
- La Salle
- Taintrux
- La Voivre